# Longipalpus
Longipalpus is een kevergeslacht uit de familie van de boktorren (Cerambycidae). De wetenschappelijke naam van het geslacht werd voor het eerst geldig gepubliceerd in 1861 door Montrouzier.

## Soorten
Longipalpus omvat de volgende soorten:
- Longipalpus bifasciatus Gressitt, 1959
- Longipalpus carabiformis (McKeown, 1940)
- Longipalpus constricticollis (Gressitt, 1951)
- Longipalpus cordatus (Dillon & Dillon, 1952)
- Longipalpus cottoni Keyzer & Niisato, 1989
- Longipalpus dilatipennis (Gressitt, 1935)
- Longipalpus dilaw Niisato, 1989
- Longipalpus flavomaculatus (Villiers & Chûjô, 1966)
- Longipalpus guamensis (Gressitt, 1951)
- Longipalpus gynandropsidis (Fairmaire, 1850)
- Longipalpus intricata (McKeown, 1940)
- Longipalpus neobrittanicus Gressitt, 1959
- Longipalpus obcordatus (Dillon & Dillon, 1952)
- Longipalpus oblongoguttulus (Fairmaire, 1879)
- Longipalpus palauensis (Gressitt, 1951)
- Longipalpus palazyanus Montrouzier, 1861
- Longipalpus quadriguttatus (Heller, 1924)
- Longipalpus rouyeri (Villiers & Chûjô, 1966)
- Longipalpus saipanensis Gressitt, 1956
- Longipalpus seminiger Gressitt, 1959
- Longipalpus shigarorogi (Kano, 1939)
- Longipalpus sinuaticollis Gressitt, 1956
- Longipalpus spinipennis (Gressitt, 1951)
- Longipalpus tahuensis Chang, 1978
- Longipalpus visayanus Niisato, 1989
- Longipalpus wenhsini Niisato, 2013
- Longipalpus zimmermani (Dillon & Dillon, 1952)